# Bell 202
Bell 202 — модем и протокол модемной связи.
Разработан корпорацией Bell System.
Использовался для дистанционной настройки телекоммуникационного оборудования и определения номера вызывающего абонента Caller_ID.
Использует частотную модуляцию с частотным разделением каналов.
Может работать в режимах:
- несимметричный дуплекс: прямой канал 1200 bps, обратный канал 5 bps
- несимметричный дуплекс: прямой канал 1200 bps, обратный канал 150 bps
- полудуплекс 1200 bps.

Логическую единицу (MARK) кодирует гармонической частотой 1200Гц.

Логический ноль (SPACE) кодирует гармонической частотой 2200Гц.